# Hrara (Comuna)
Hrara é uma comuna rural (município) de Marrocos localizada na região de Marraquexe-Safim, província de Safim e circulo de Hrara. Foi criada em 1961, tem uma área de 220 km² e 26.103 habitantes (em 2014). A sua principal localidade é Hrara com 1.271 habitantes (em 2014). Tem um clima semiárido sendo a temperatura média anual de 22°C. O mês mais quente é Agosto e o mais frio é Janeiro. 

## Referencias
1. ↑  Souaidy, Houda. «Population légale des régions, provinces, préfectures, municipalités, arrondissements et communes du royaume d'après les résultats du RGPH 2014 (16 régions)». Site de la Direction Régionale de Doukala-Abda (em francês). Consultado em 1 de junho de 2024
2. 1 2 3  «Inventaire communal 2010/2011». applications-web.hcp.ma. Consultado em 1 de junho de 2024
3. 1 2  Haut Commissariat au Plan, Direction Provinciale du Plan de Safi (2015). «Population légale des régions, provinces, préfectures, municipalités, arrondissements et communes du royaume d'après les résultats du RGPH 2014 (16 régions)». www.hcp.ma. Consultado em 3 de maio de 2024
4. 1 2 3  «Hrara». Wikipedia (em sueco). 22 de outubro de 2022. Consultado em 1 de junho de 2024